# Laketon (Indiana)
Laketon es un lugar designado por el censo ubicado en el condado de Wabash en el estado estadounidense de Indiana. En el Censo de 2010 tenía una población de 623 habitantes y una densidad poblacional de 201,97 personas por km².

## Geografía
Laketon se encuentra ubicado en las coordenadas 40°58′52″N 85°50′24″O / 40.98111, -85.84000. Según la Oficina del Censo de los Estados Unidos, Laketon tiene una superficie total de 3.08 km², de la cual 2.72 km² corresponden a tierra firme y (11.75%) 0.36 km² es agua.

## Demografía
Según el censo de 2010, había 623 personas residiendo en Laketon. La densidad de población era de 201,97 hab./km². De los 623 habitantes, Laketon estaba compuesto por el 95.99% blancos, el 1.44% eran afroamericanos, el 1.12% eran amerindios, el 0% eran asiáticos, el 0% eran isleños del Pacífico, el 0.48% eran de otras razas y el 0.96% pertenecían a dos o más razas. Del total de la población el 1.93% eran hispanos o latinos de cualquier raza.